# Krydda

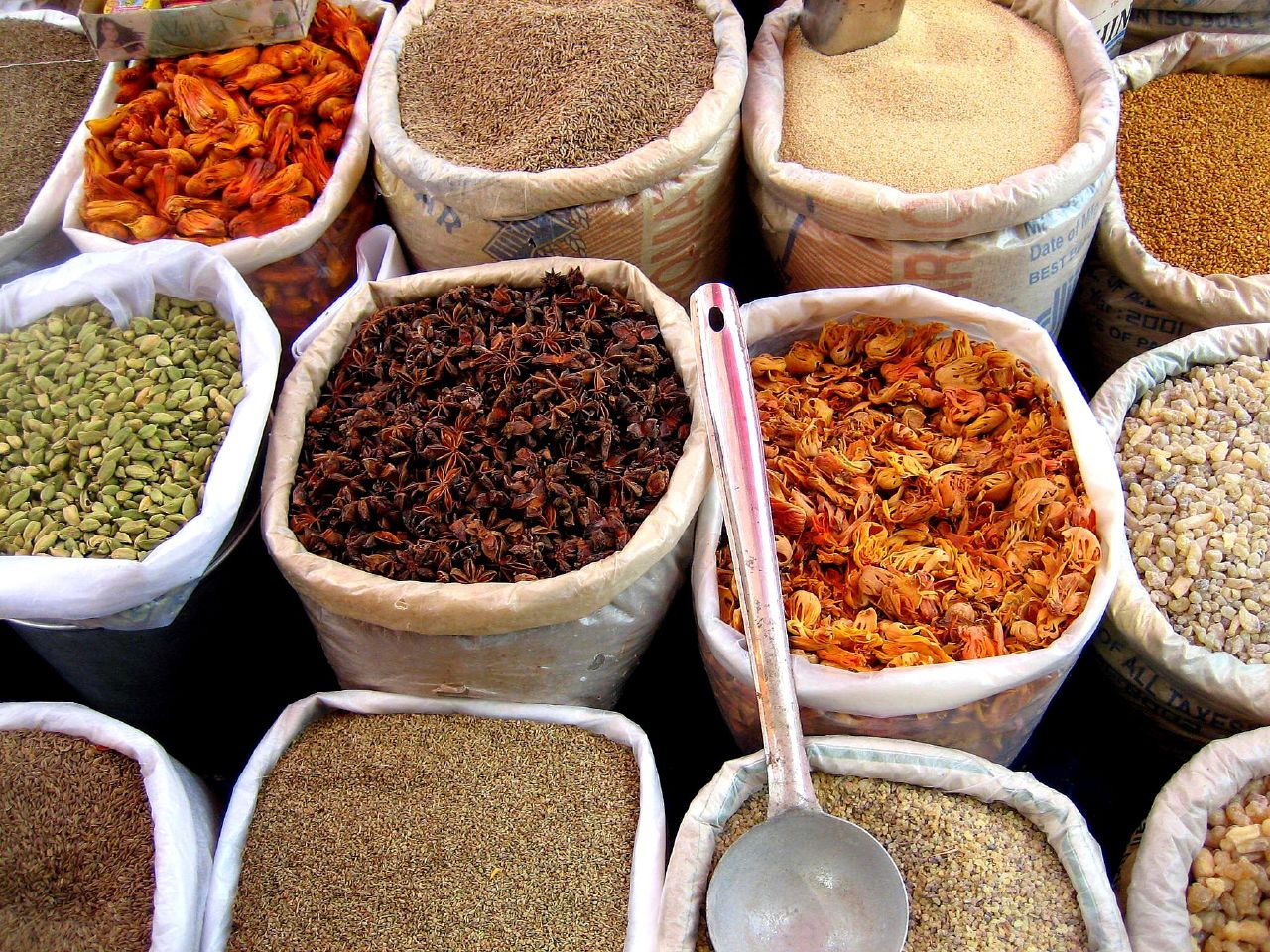
Kryddor i en butik i Goa, Indien.

En krydda (latin: aroma, condimentum) består enligt definitionen av ätliga delar av växter, som traditionellt tillsätts mat på grund av sin smak, arom och färg. Kryddor kan även användas i bröd och i drycker. Bordssalt är den viktigaste smaktillsatsen vid matlagning, men eftersom det består av natriumklorid är det ingen ört och räknas generellt inte som en krydda.
En krydda är ett frö, en frukt, bark, eller annan växtsubstans primärt använt för att smaksätta eller färga mat, och är vanligen torkad. Kryddor är åtskilda från örter, vilka är blad, blommor eller stjälkar från växter använda för smaksättning eller som garnering, färska eller torkade.
Förutom att använda kryddor inom matlagningen för att tillföra smak och förlänga hållbarheten så används även kryddor som medicin, som färgämnen och vid parfymtillverkning. Kryddor används också i många farmaceutiska preparat som smakämnen eller färgämnen eller som konserveringsmedel.

## Historia
Arkeologiska utgrävningar har visat att kryddor, i detta fallet kummin, användes redan för 6000 år sedan i Europa. Redan högkulturerna i Mesopotamien och Egypten använde kryddor med avlägset ursprung och redan för 4000 år sedan transporterade karavaner exotiska kryddor längst Sidenvägen till Mellanöstern och Mindre Asien för vidare transport till Europa. Araberna började dominera kryddhandeln och fick med tiden i monopol på kryddhandeln från Asien, som bestod av dyrbarheter som kanel, muskot, kardemumma, kryddnejlika, ingefära och peppar. Araberna höll växtplatserna och handelsvägarna hemliga för européerna och gav näring åt fantasifulla berättelser om de mystiska kryddfolk som levde längre österut. 
Monopolsituationen ledde till höga priser på orientaliska kryddor i Europa.
Kontrollen över kryddflödet gav dels stora vinster men också politisk makt. Korstågen gav de norditalienska handelsstäderna en möjlighet att slå sig in på kryddmarknaden som nu höll på att öppnas. Det fjärde korståget understöddes av venetianarna och i och med att Konstantinopel erövrades och förstördes i april 1204 fick man kontroll över Bysans kryddhandel. Handelsstädernas stöd till korstågen var kopplad till löften om privilegier i samband med orienthandeln vilket var en stor seger för Venedig, Genua och Florens.
Under 1400-talet utrustade flera europeiska länder expeditioner för att sjövägen till Indien och orienten med huvudsyftet att få kontroll över den värdefulla kryddhandeln. Försöken att finna Nordost- och Nordvästpassagen misslyckades. I ett annat försök att hitta sjövägen till Indien upptäcks Amerika 1492 av Christoffer Columbus och i och med detta kom kryddpeppar, vanilj, chilipeppar och kakao till Europa. 
När portugiserna, ledda av Vasco da Gama, lyckades hitta Sydvästpassagen genom att segla runt Afrika till Indien 1498 fick Portugal kontroll över peppar- och kardemummahandeln.
Portugiserna hittade kanel på Ceylon 1505 och 1511 föll Malacka i portugisernas händer i ett av de första kryddkrigen i Sydostasien. 1512 fann portugiserna muskotens och kryddnejlikans växtplatser på Kryddöarna som portugiserna lade under sig. Det hela finansierades med hjälp av silver som hämtats från Amerika.
Holländarna hade ambitionen att ta över det portugisiska kryddmonopolet. Det holländska Ostindiska kompaniet använde fortifikationsverk och kontroll för att förhindra smuggling och därför kom holländarna fram mot 1600-talets mitt att styra såväl den asiatiska som den europeiska kryddmarknaden. Vissa kryddor, som muskot och kryddnejlika, kunde monopoliseras genom kontroll av odlingarna. Holländarna isolerade dem på några öar och brände ner alla resterande träd och buskar. Pepparn kunde inte kontrolleras på det viset eftersom den växte på ett för stort område, så där kontrollerades själva handeln istället.
Britterna grundade det engelska Ostindiska kompaniet och lade därmed grunden för den långa engelska dominansen på världshaven.
Mot slutet av 1700-talet lyckade man smuggla ut frön och plantor av muskot och kryddnejlika till Mauritius, Réunion och Zanzibar där man började odla kryddor och i och med detta var handelsmonopolet hävt.

## Kryddor

### Ursprung - Europa
- Anis
- Citronmeliss
- Fänkål[6]
- Gurkört
- Isop
- Johannesört
- Koriander[7]

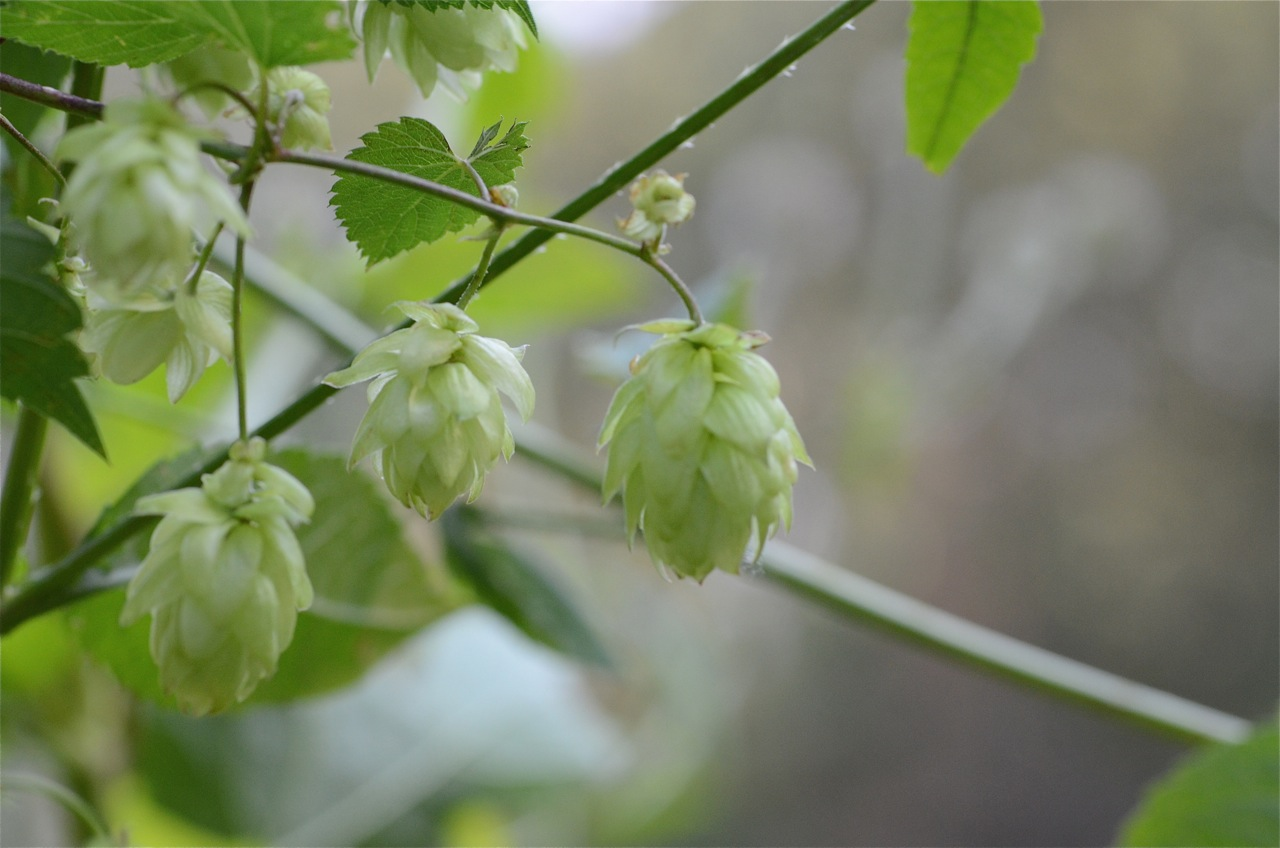
Humle
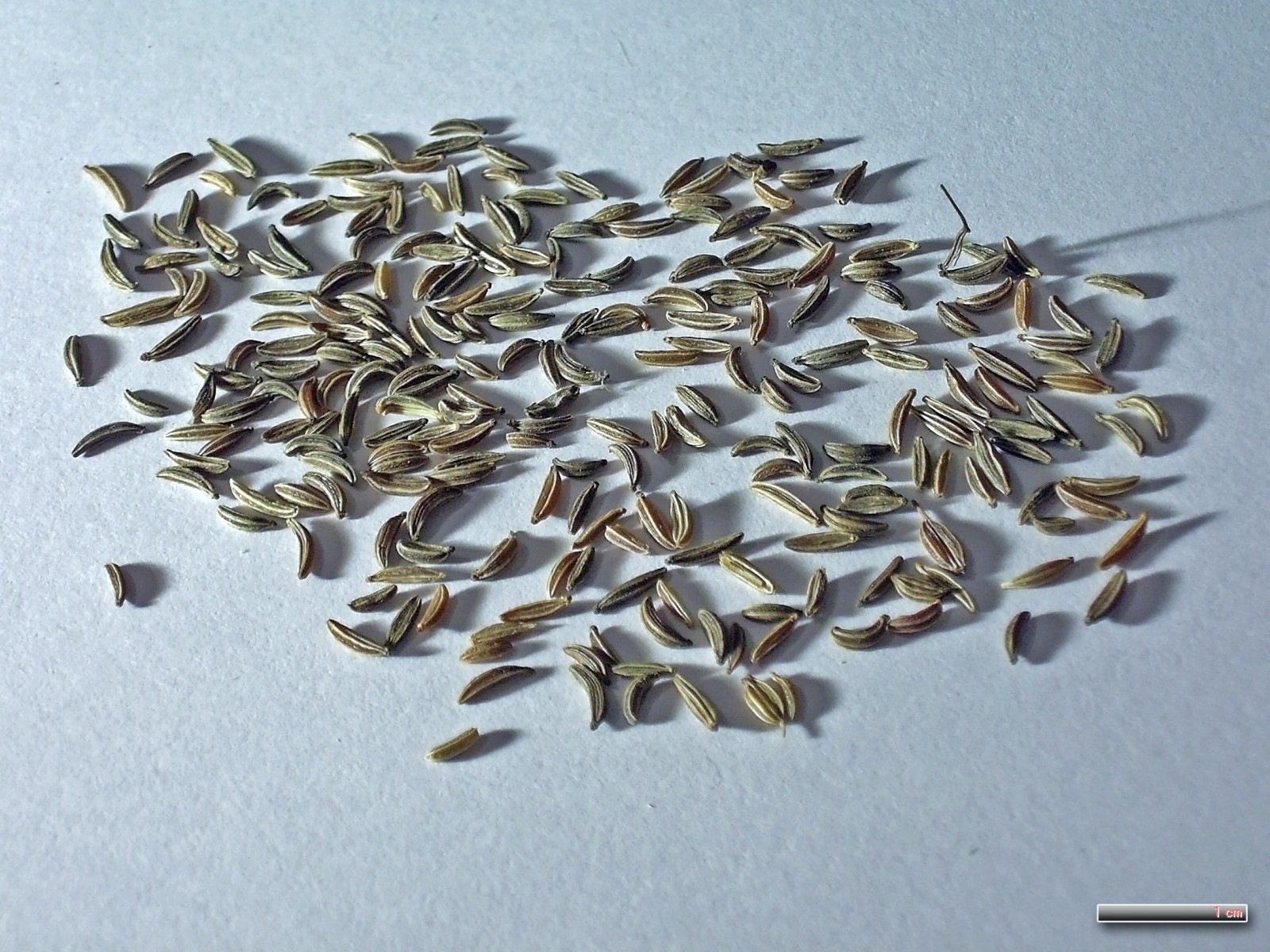
Kummin
- Kvanne
- Lakritsrot
- Lavendel
- Malört
- Myrten
- Myskmadra
- Oregano[8]
- Pepparrot
- Pimpinell
- Renfana
- Ringblomma
- Rosmarin
- Salvia
- Sommarkyndel
- Spansk körvel
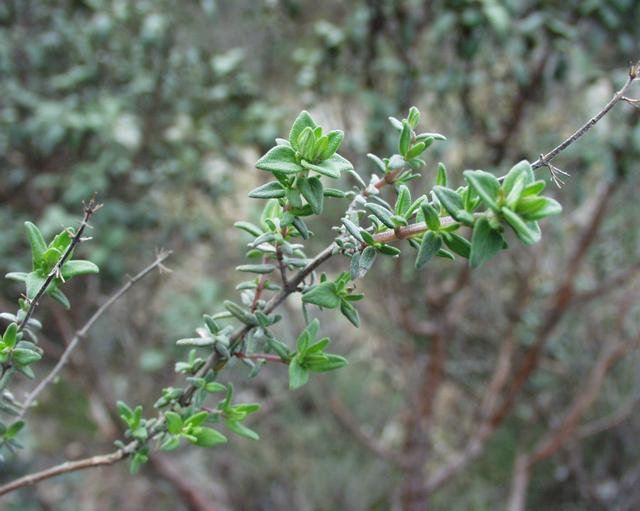
Timjan
- Vinruta
- Vinterkyndel

- Humle
- Kummin
- Timjan

### Ursprung - Afrika
- Citronmeliss
- Fänkål
- Johannesört
- Mynta

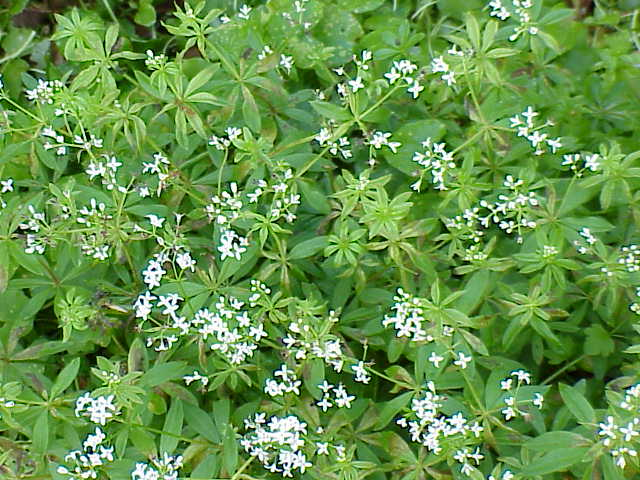
Myskmadra
- Oregano
- Pimpinell
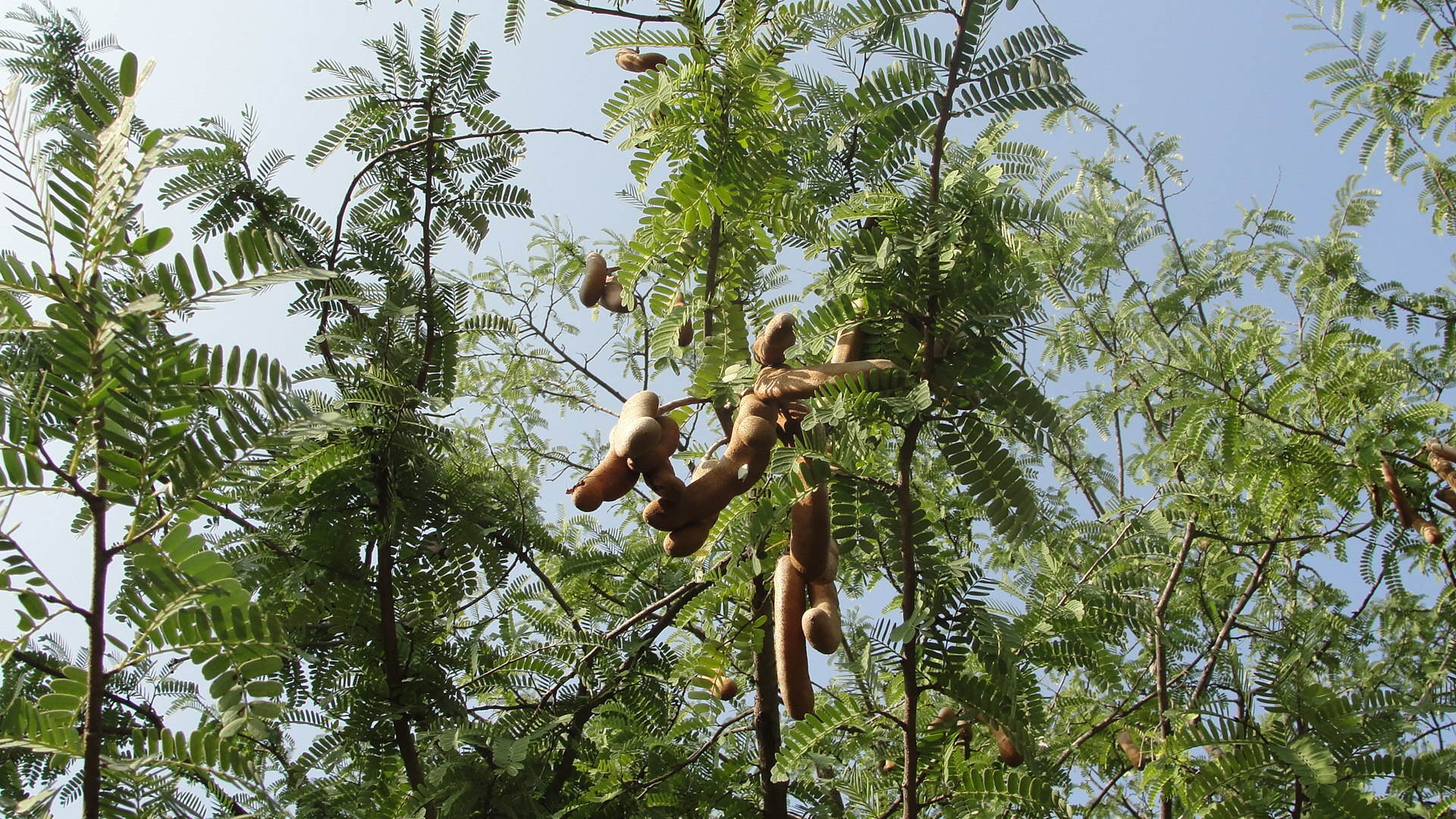
Tamarind

- Myskmadra
- Tamarind

### Ursprung - Asien

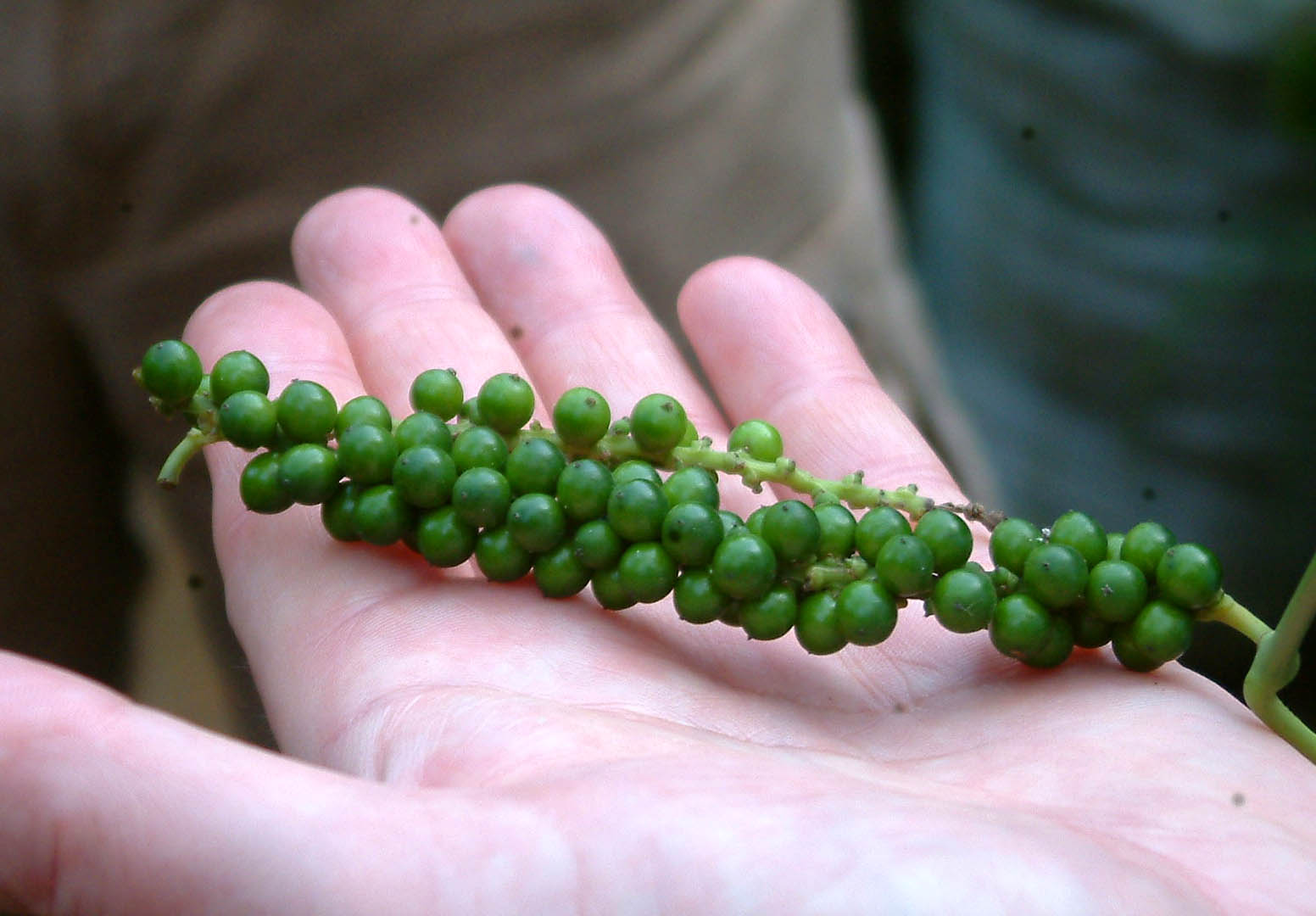
Peppar
Kardemumma
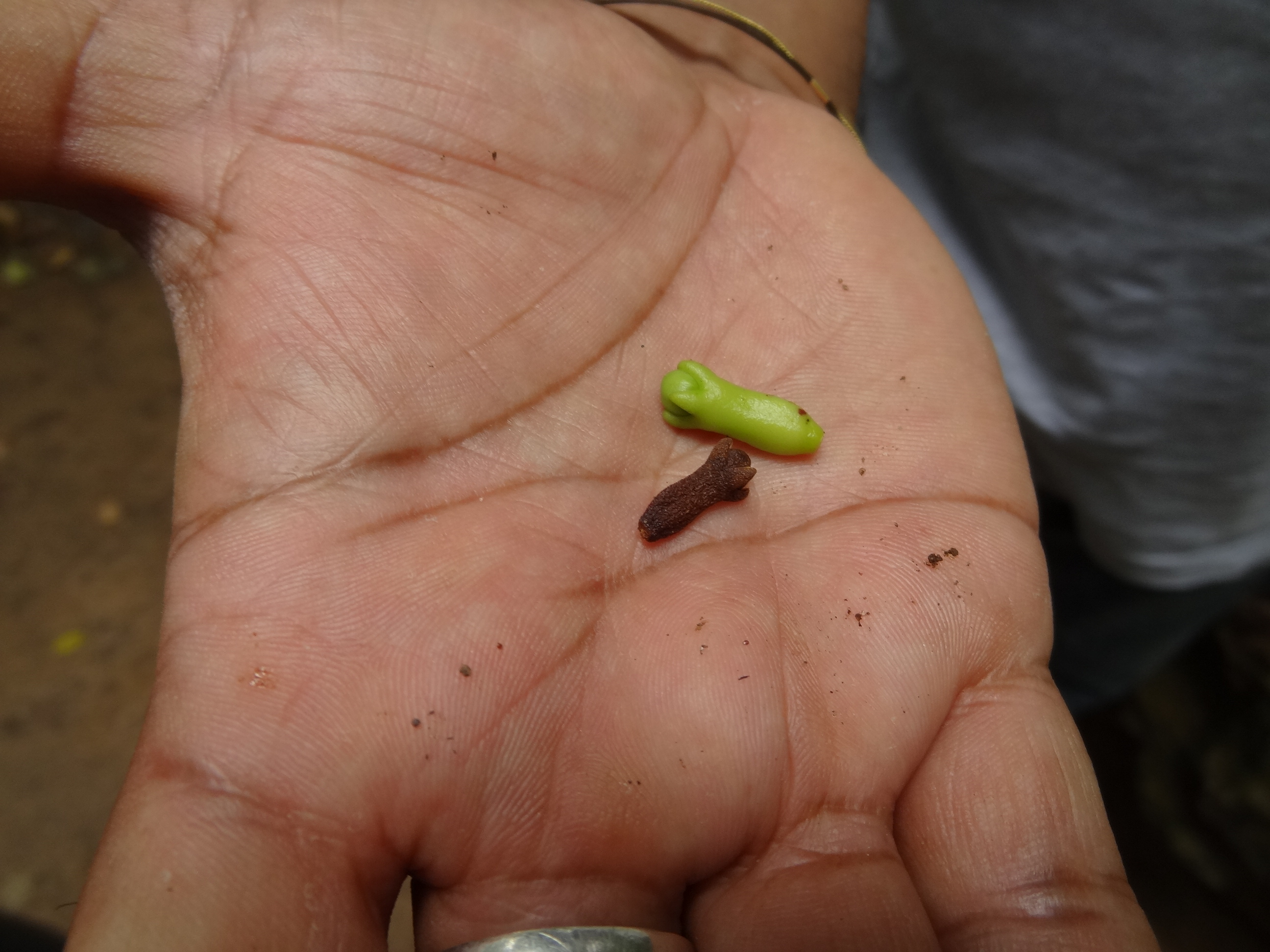
Kryddnejlika

- Basilika
- Bockhornsklöver
- Citrongräs
- Citronmeliss
- Dragon
- Gräslök
- Humle
- Galanga
- Gurkmeja
- Ingefära
- Johannesört
- Kanel
- Kardemumma
- Kinesisk gräslök
- Koriander
- Kummin
- Kvanne
- Körvel
- Lakritsrot
- Libsticka
- Långpeppar
- Mynta
- Muskot
- Myskmadra
- Oregano
- Peppar
- Pepparrot
- Persilja
- Pimpinell
- Piplök
- Renfana
- Saffran
- Spiskummin
- Stjärnanis
- Timjan
- Vinruta
- Vinterkyndel
- Vitlök
- Åbrodd
- Humle[9]

- Peppar
- Kardemumma
- Kryddnejlika

### Ursprung - Nordamerika

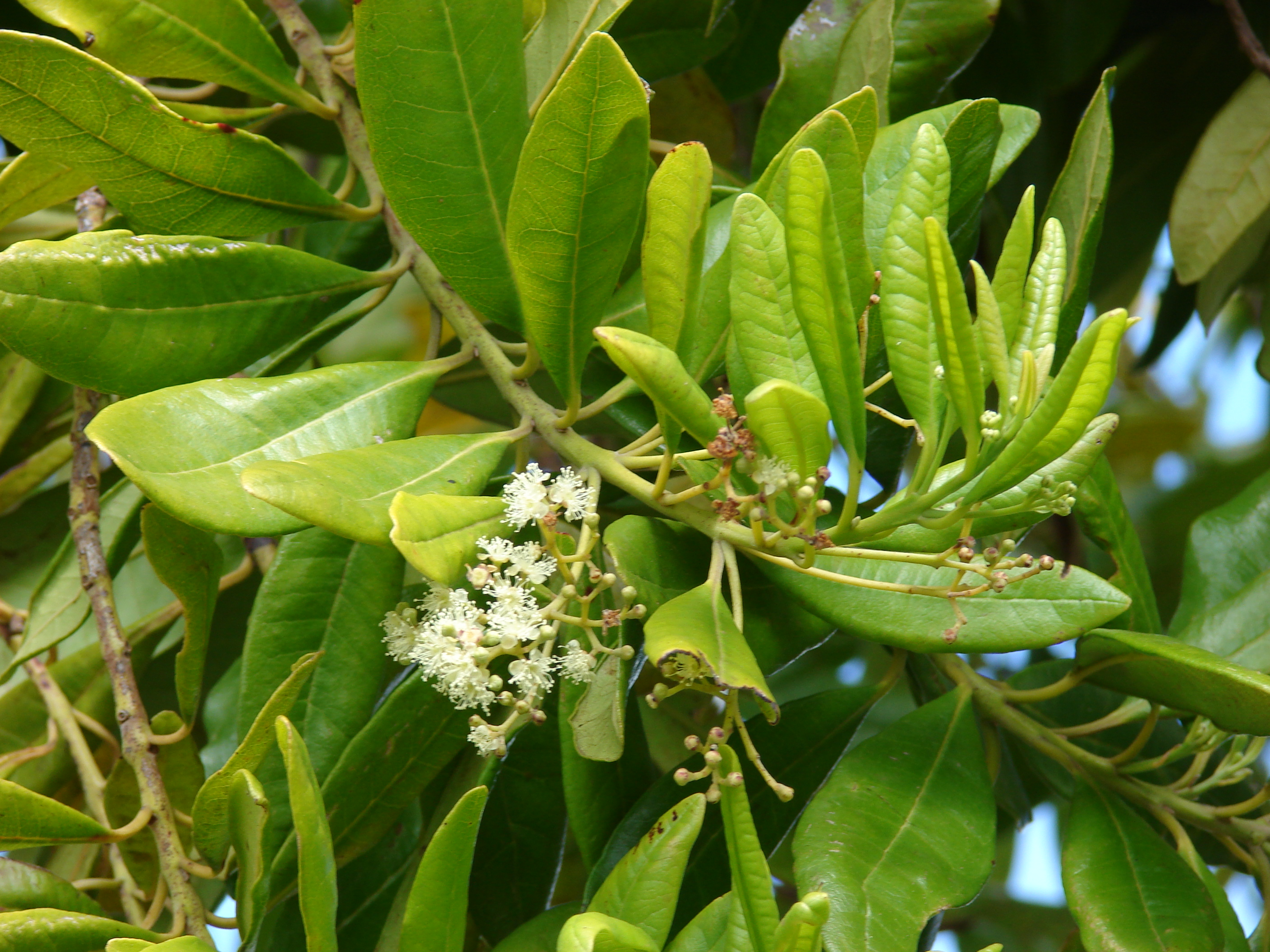
Kryddpeppar
- Kvanne
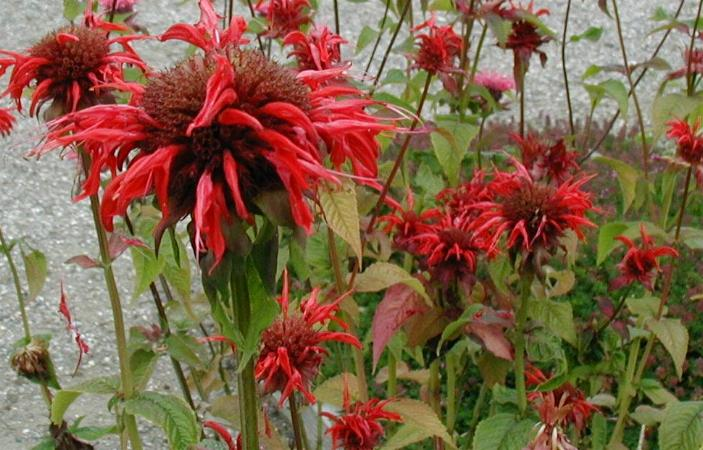
Temynta
- Vanilj

- Kryddpeppar
- Temynta

### Ursprung - Sydamerika
- Cayennepeppar

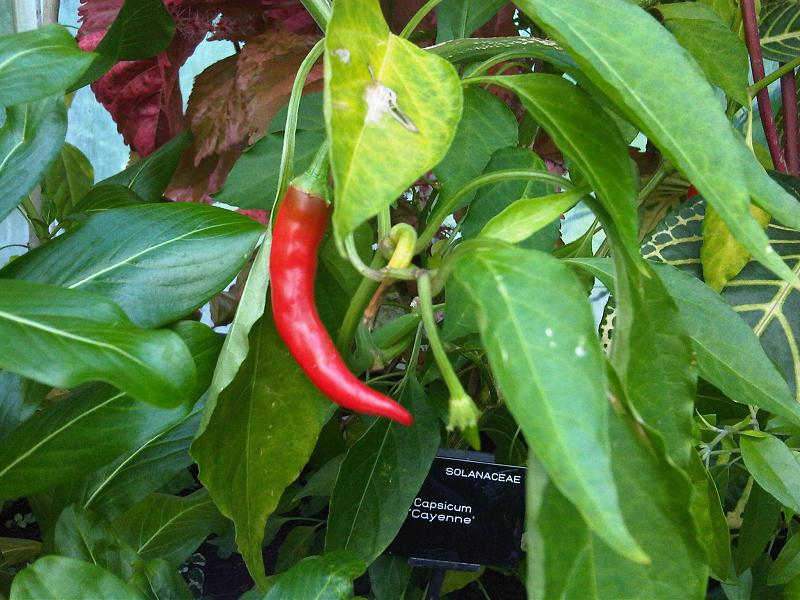
Chilipeppar
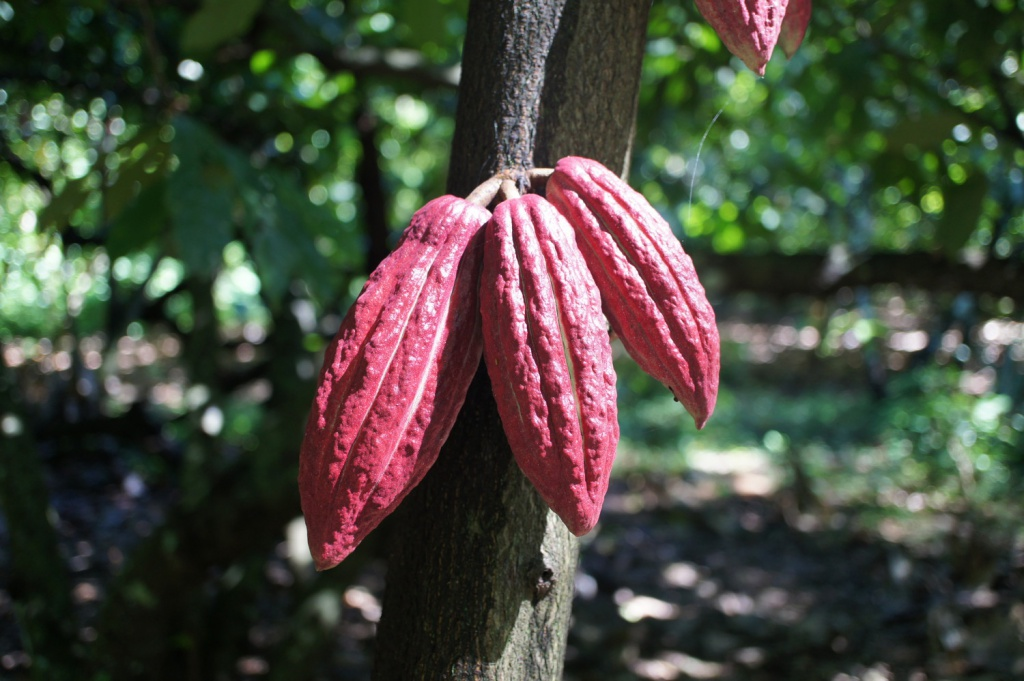
Kakao
- Paprika
- Vanilj

- Chilipeppar
- Kakao

## Kryddblandningar och -såser
Kryddblandningar: aromat, berbere, curry, garam masala, grillkrydda, herbes de Provence, tandoori masala
Kryddsåser: fisksås, ketchup, senap, tabasco